# Policromía (álbum)
Policromía es una reedición del séptimo álbum de estudio del grupo español Fangoria, Cuatricromía (2013). Fue lanzado el 3 de diciembre de 2013 por Waner Music Spain y DRO, casi nueve meses después del álbum original. Fangoria colaboró con productores incluidos, Sebastian Krys, Jon Klein y SSS Productions, para perfeccionar el material que iba a ser incluido en la reedición.

## Antecedentes y desarrollo
Este álbum fue grabado en octubre de 2013 en las ciudades de Torrelodones, Granada, Los Ángeles, Ciudad de México y Londres. En cuanto a la masterización, esta se llevó a cabo en Madrid por José Luis Crespo. La producción ejecutiva y la gestión estuvo a cargo de Mario Vaquerizo. La producción de esta reedición sigue en gran medida la misma línea del álbum original, con cada uno de los cuatro temas inéditos bajo la dirección de un productor distinto: Los Pilotos, SSS Productions y Jon Klein. No obstante, La Casa Azul no participó en la nueva grabación debido a compromisos previos ya establecidos, siendo reemplazado por Sebastián Krys, quien se incorpora como la única novedad en cuanto a productores del disco.

## Contenido musical
Al igual que en el álbum Cuatricromía, en el que se realizaba una separación por EP y colores, según los pilares estilísticos y géneros musicales desarrollados por el grupo, en esta reedición cada uno de los cuatro temas seguía mismo esquema conceptual. En consecuencia, estas canciones representaban los cuatro géneros musicales fundamentales del grupo.
En primer lugar, encontramos la canción «Antes o después», que presenta el lado más pop del álbum. Se trata de una canción comercial y pegadiza, tanto en términos musicales como líricos. La letra aborda el tema de la muerte, de cuando las cosas llegan a su fin, del carácter efímero de cualquier situación en la vida, y de la incomprensión e inconformismo que surgen dentro de las relaciones humanas. La canción fue elegida como primer y único sencillo promocional del disco. La producción estuvo a cargo de Sebastián Krys. A continuación, encontramos «¿Cómo pudimos ser tan idiotas?», una canción que, aunque en ciertos momentos presenta influencias de música electrónica, representa el lado más rock del disco. En esta canción, Alaska empleaba engolamientos vocalesen varios tramos, otorgando un carácter distintivo a su interpretación. Es en el estribillo donde se revela la esencia roquera, se apoya principalmente en el sonido de las guitarras eléctricas. Cabe destacar que esta es la canción más extensa de las cuatro nuevas que conforman el álbum. La producción estuvo a cargo de Sigue Sigue Sputnik. La canción «Ni dioses ni monstruos», producida por Los Pilotos, que presenta una atmósfera considerablemente más electrónica que la anterior, representando plenamente ese estilo musical. En esta canción, la voz de Alaska se escucha algo velada, con un efecto enlatado que atenúa su presencia, de modo que en ciertos momentos la música misma llega a dominar sobre la voz, generando una sensación de interferencia al escucharla. Finalmente,  «Mi mundo en desaparición», producido por Jon Klein, representa el lado más gótico y oscuro del disco. En la introducción intervienen instrumentos de cuerda, especialmente violonchelos, creando una atmósfera densa y lúgubre que transmiten melancolía. Posteriormente, la canción transita sin pausa hacia un ritmo de marcha marcado por percusión, que se intensifica a medida que avanza. La canción aborda de la obsesión por coleccionar objetos relacionados con el arte, la música y la moda, casi de manera enfermiza. 

## Lanzamiento y formatos
Policromía fue publicado en una edición de doble CD en formato digipack. El estuche, de cartón duro por fuera, se desplegaba en tríptico, abriéndose de manera similar a un libro. Dentro, se insertaron en sus respectivas bandejas de plástico dos CD de audio: el primero, CD-1, correspondía al disco compacto titulado Cuatricromía, que contenía los 16 temas incluidos en la edición original del álbum, que estaba dividido en cuatro EP separados. El segundo, CD-2, era el compacto titulado Policromía, el cual incluía cuatro canciones nuevas grabadas especialmente por Fangoria para esta reedición, además de una versión alternativa flamenca de «Dramas y comedias», interpretada por el actor Jorge Calvo, y dos remezclas del tema «Desfachatez». La primero de estas remezclas fue realizada por el dúo sueco The Sound of Arrows, y el segundo fue producido por el dúo catalán Svper. Asimismo, el álbum fue publicado en un formato de edición limitada, que consistía en un disco de vinilo que contenía exclusivamente los cuatro temas nuevos de Policromía, dos por cada lado del vinilo, además de un CD con los 16 temas que conforman Cuatricromía.
La frase o cita textual que Alaska y Nacho eligieron para titular este álbum es la siguiente: «Voy a recuperar lo que soy / Policromático y cuadrado / Incompleto y pasional / No puedo evitar mezclar / Profundo y superficial / Elijo lo que soy.» Este fragmento fue extraído del texto explicativo de la exposición de arte Interiores, realizada entre el 12 de septiembre y el 11 de octubre de 2013 en La Fresh Gallery, y fue escrito por David Delfín y Bimba Bosé.

## Diseño y portada
El diseño del álbum, incluyendo la portada, contraportada, los discos compactos y el libreto de créditos y letras, fue nuevamente diseñado por Juan Gatti, al igual que en el álbum Cuatricromía (2013). La portada está compuesta por tres fotografías ensambladas en un mosaico, mostrando elementos aislados de las tres imágenes originales. La primera muestra a Alaska vestida de rojo y Nacho con una camisa verde, la segunda es un fondo azul con nubes aisladas, y la tercera presenta ramas de un árbol en flor. Estas imágenes fueron seccionadas en trozos romboidales y triangulares, algunos de los cuales están rellenos con colores sólidos. La contraportada sigue un esquema similar, utilizando tres fotos diferentes, también seccionadas en rombos y triángulos, para formar una cuarta imagen. En esta sección se incluyen una ilustración de tres pájaros rojos, fotos de flores amarillas y un cielo con nubes. Al igual que en la portada, algunos triángulos están rellenos con colores sólidos.
El primer disco, titulado Cuatricromía, utiliza un diseño en mosaico, con la foto base tomada del lado derecho de la portada del álbum Cuatricromía, donde aparece Alaska. El segundo disco, titulado Policromía, sigue el mismo patrón de diseño tipo puzle, pero en este caso, la foto base es el lado izquierdo de la portada de Cuatricromía, mostrando a Nacho. El libreto del álbum es sencillo, consistiendo en un tríptico de papel que incluye el tracklist de ambos discos, las letras de las cuatro canciones nuevas y algunos detalles sobre la grabación del álbum.

## Listado de canciones
- CD-1: Cuatricromía

| N.º | Canción                                | Duración | Productor       |
| --- | -------------------------------------- | -------- | --------------- |
| 1.  | "Dramas y comedias"                    | 4:04     | Guille Milkyway |
| 2.  | "Piensa en positivo"                   | 3:55     | Guille Milkyway |
| 3.  | "Desfachatez"                          | 4:23     | Guille Milkyway |
| 4.  | "Para volver a empezar"                | 3:40     | Guille Milkyway |
| 5.  | "Tormenta solar perfecta"              | 4:29     | SSS Productions |
| 6.  | "Randez-vous espacial"                 | 4:21     | SSS Productions |
| 7.  | "Caprichos de un corazón estrafalario" | 3:39     | SSS Productions |
| 8.  | "Viaje a ninguna parte"                | 4:29     | SSS Productions |
| 9.  | "Errores garrafales"                   | 5:18     | Los Pilotos     |
| 10. | "Peligros"                             | 4:35     | Los Pilotos     |
| 11. | "Un robot no cree en Dios"             | 4:04     | Los Pilotos     |
| 12. | "Rompe la cadena"                      | 5:28     | Los Pilotos     |
| 13. | "Lo tuyo no es normal"                 | 4:31     | Jon Klein       |
| 14. | "Ecos de ayer"                         | 4:42     | Jon Klein       |
| 15. | "El mundo conspira contra ti"          | 3:17     | Jon Klein       |
| 16. | "Cuatro colores"                       | 4:59     | Jon Klein       |

- CD-2: Policromía
La autoría de la letra y música en todos los temas es de: Nacho Canut; Olvido Gara y M. Canut

| N.º | Canción                                            | Duración | Productor                       |
| --- | -------------------------------------------------- | -------- | ------------------------------- |
| 1.  | "Antes o después"                                  | 4:05     | Sebastian Krys                  |
| 2.  | "¿Cómo pudimos ser tan idiotas?"                   | 6:24     | Sigue Sigue Sputnik             |
| 3.  | "Ni dioses ni monstruos"                           | 4:05     | Los Pilotos                     |
| 4.  | "Mi mundo en desaparición"                         | 4:11     | Jon Klein                       |
| 5.  | "Dramas y comedias" (interpretada por Jorge Calvo) | 3:30     | —                               |
| 6.  | "Desfachatez" (remezcla por The Sound of Arrows)   | 3:54     | The Sound of Arrows Productions |
| 7.  | "Desfachatez" (remezcla por Svper)                 | 3:14     | Svper Producctions              |

## Personal
"Antes o después"

- Es una producción de Sebastian Krys y Fangoria dirigida por Sebastian Krys.
- Voces grabadas en Estudios 54, Torrelodones, Madrid.
- Juan Sueiro: Ingeniero de grabación de voces.
- Rafa Spunky: Coros.
- Sebastian Krys y Andrés Torres: arreglos, programación, guitarras.
- Mezclado por: Sebastian Krys en The Top Studios, Woodland Hills, Los Ángeles, California.

"¿Cómo pudimos ser tan idiotas?"
- Es una producción de Fangoria y SSS Productions dirigida por Tony James y Neal X.
- Rafa Spunky y Neal X: coros.
- Rusten Jux-Chandler: ingeniero de grabación y mezclas.
- Jonny Solway: ingeniero auxiliar.
- Grabado y mezclado en: Dean St. Studios, Londres.

"Ni dioses ni monstruos"
- Es una producción de Fangoria y Los Pilotos dirigida por Los Pilotos.
- Banin Fraile: guitarras, sintetizadores y programación.
- Florent Muñoz: sintetizadores y programación.
- Voces grabadas en Estudios 54, Torrelodones, Madrid.
- Juan Sueiro: ingeniero grabación voces.
- Rafa Spunky: coros.
- Carlos Díaz: ingeniero de grabación y mezclas.
- Programado y grabado en Micfuzz Estudios y Floreal Estudio, Granada.
- Mezclado en: Producciones Peligrosas, Peligros, Granada.

"Mi mundo en desaparición"
- Es una producción de Jon Klein y Fangoria dirigida por Jon Klein.
- Martin McCarrick: violonchelo.
- Rafa Spunky: coros.
- Programación adicional por: Marks Tinka en México, D.F.
- Programado, grabado y mezclado por: Jon Klein en St. Pancras, Londres.

"Dramas y comedias"
- Interpretado por Jorge Calvo.
- Melón Jiménez: Guitarra y cajón.
- Ana Maciá y José Maldonado: palmas y jaleo.
- Tere Calvo: jaleo.
- Roberto Martín Baum: olé.
- Grabada y mezclada por Juan Sueiro en Estudios 54, Torrelodones, Madrid.

"Desfachatez" (The Sound of Arrows European Holiday remix)
- Remezclada por The Sound of Arrows.

"Desfachatez" (Svper remix)
- Remezclada por Svper.